# Record of Lodoss War
Record of Lodoss War (ロードス島戦記 Rōdosu-tō Senki?, lit., "Lodossöns krigskrönika") är en serie fantasyromaner av Ryo Mizuno. Den skildrar en maktkamp på ökontinenten Lodoss, där striderna pågått i flera generationer., som senare blivit bland annat manga, anime samt dator- och TV-spel av vilka flera översatts till bland annat engelska.

### Fotnoter
1. ↑  Serdar Legulalp (28 maj 2014). ”Sword & Sorcery Fantasy Anime (Top Best List)”. About Anime. Arkiverad från originalet den 12 augusti 2014. https://archive.today/20140812195120/http://anime.about.com/od/toppicks/tp/Best-Sword-Sorcery-Anime.htm. Läst 30 april 2015.